# Teufelsgrund (Geiselbach)

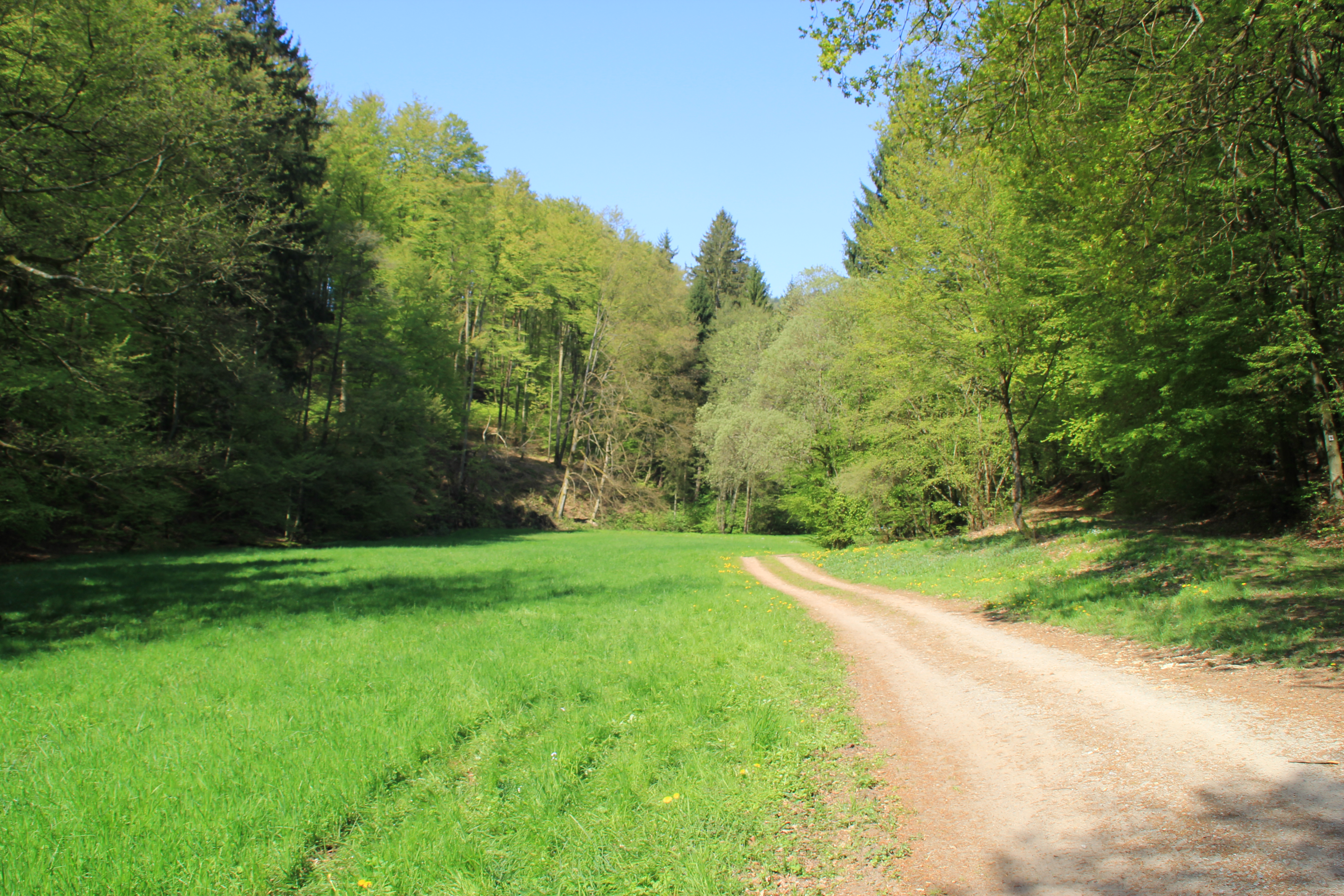
Der Teufelsgrund in der Nähe der Teufelsmühle

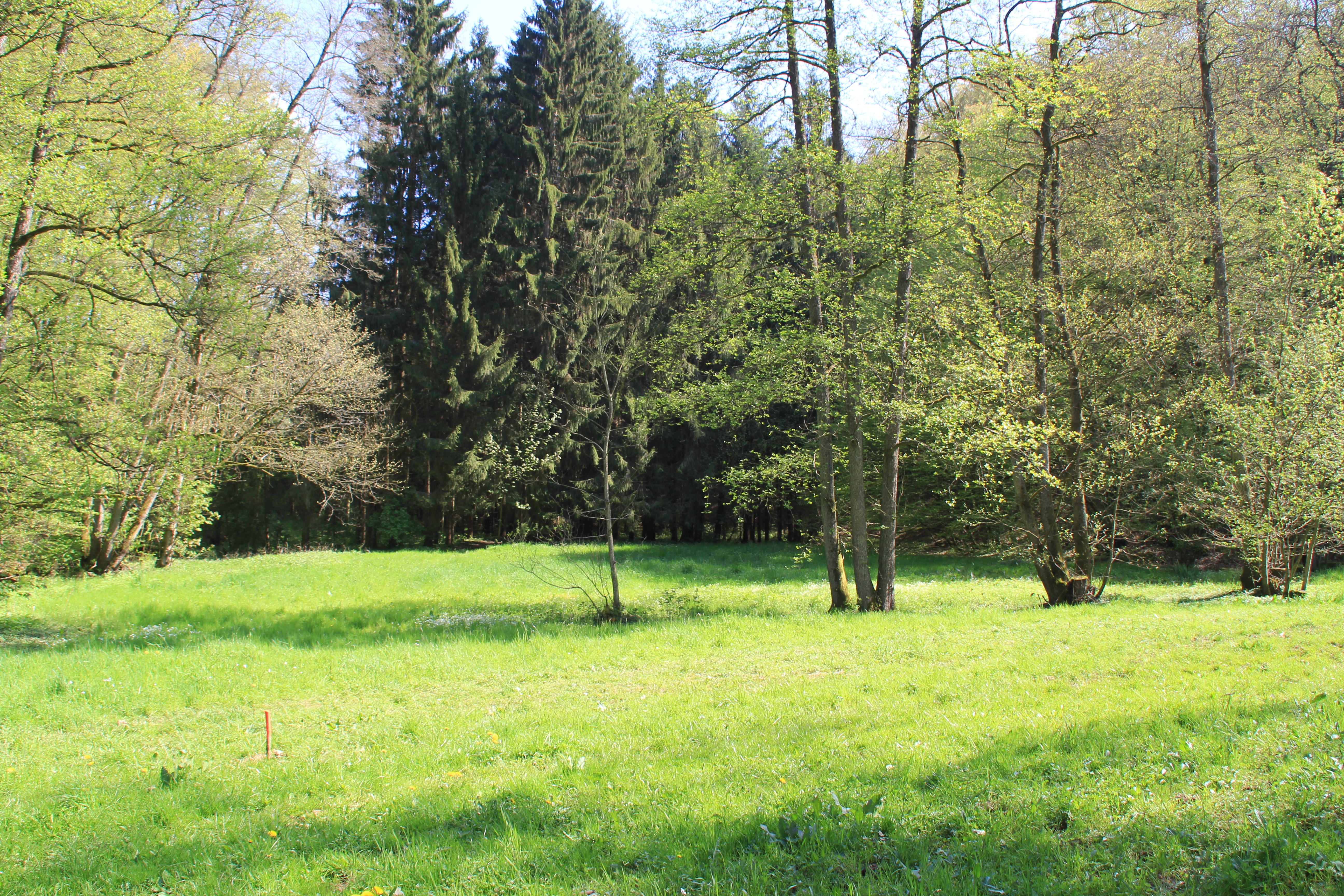
Der Teufelsgrund im unteren Omersbachtal

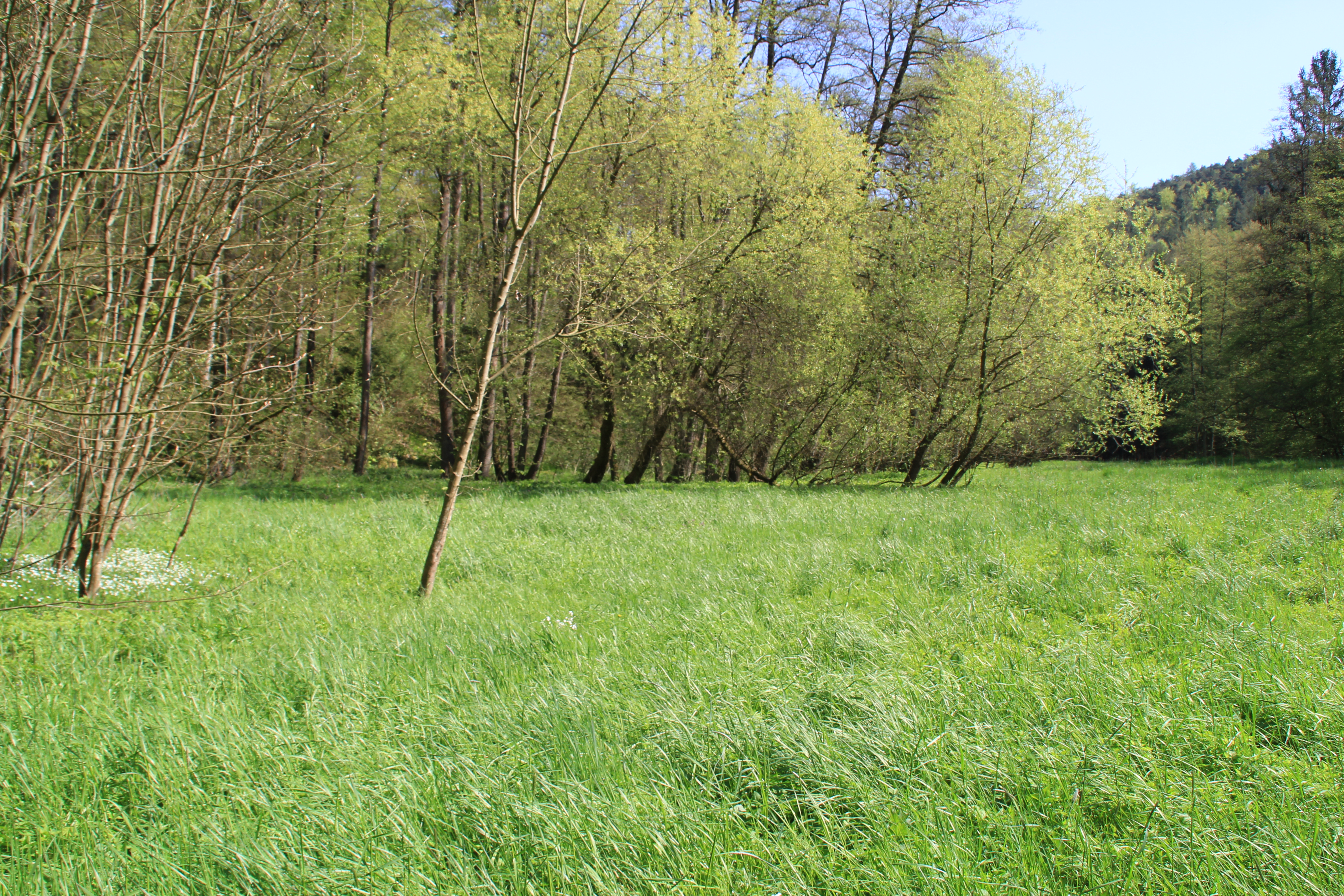
Der Teufelsgrund bei der Omersbachmündung

Der Teufelsgrund ist ein enges, dicht bewaldetes Tal südwestlich von Geiselbach im Landkreis Aschaffenburg und Main-Kinzig-Kreis, im Spessart. Es verläuft entlang der Landesgrenze zwischen Hessen und Bayern. Das Tal ist unbesiedelt und wird vom Geiselbach durchflossen.

## Geographie
Der Teufelsgrund beginnt unmittelbar unterhalb von Frohnbügel und verläuft weiter in Richtung Teufelsmühle, wobei er das untere Tal des Omersbaches und Falkenbaches mit einbezieht. Das Ende des Teufelsgrundes ist in Hüttelngesäß, wo der Geiselbach an der Staatsstraße 2305 das Kahltal erreicht.
Auf der steilen rechten Hangseite erstrecken sich die hessischen Gipfel von Heidkopf (371 m) und Schanzenkopf (365 m) in der Sölzert. Der Geiselbach speist ab der Omersbachmündung einige Weiher. Diese wurden vor einigen Jahren zur Fischzucht angelegt, mussten aber wegen einer Übervegetation durch starke Algenentwicklung im Wasser, der Natur überlassen werden.

## Bauwerke
In der Nähe der Mündung des Omersbach in den Geiselbach liegen die Reste der sagenumwobenen Teufelsmühle, einer von drei ehemaligen Mühlen im unteren Omersbachtal. Links an den Hängen des Teufelsgrundes befanden sich bis Mitte der 1990er Jahre die letzten Überreste des Rothenberger Hofes. Diese wurden im Rahmen einer Waldwegerneuerung entfernt.